# اندی ولش
اندی ولش (انگلیسی: Andy Welsh؛ زادهٔ ۲۴ ژانویهٔ ۱۹۸۳) بازیکن فوتبال اهل بریتانیا است.
از باشگاه‌هایی که در آن بازی کرده است می‌توان به باشگاه فوتبال مکلسفیلد تاون، باشگاه فوتبال اسکانتورپ یونایتد، باشگاه فوتبال فارسلی سلتیک، باشگاه فوتبال کارلایل یونایتد، باشگاه فوتبال لستر سیتی، باشگاه فوتبال یونایتد آف منچستر، باشگاه فوتبال تورنتو، باشگاه فوتبال استوک‌پورت کانتی، باشگاه فوتبال ساندرلند، باشگاه فوتبال بلکپول، و باشگاه فوتبال یئوویل تاون اشاره کرد.
وی همچنین در تیم ملی فوتبال زیر ۱۹ سال اسکاتلند بازی کرده است.